# Breun
Breun is een plaats in de gemeente Lindlar in  het Oberbergischer Kreis in het Rijnland in Noordrijn-Westfalen in Duitsland. Breun ligt in het noorden van de gemeente. 
Breun is een plaats waar van oorsprong Ripuarisch wordt gesproken. Het ligt aan de Uerdinger Linie.  